# Karl Gustaf Karlson
Karl Gustaf (K.G.) Karlson, född 18 april 1884 i Örby församling, Älvsborgs län, död 6 februari 1960 i Göteborgs Vasa församling, var en svensk maskiningenjör.
Efter ingenjörsexamen 1904 från Chalmers studerade K.G. Karlson vid ETH i Zürich. Senare arbetade han vid AB Gustaf Ericssons Automobilfabrik i Stockholm, Kungl. Järnvägsstyrelsen, 1908-1912 vid AB Ljungströms Ångturbin på Lövholmen i Stockholm, 1912-1914 vid AGA på Lidingö, Thulin-verken i Landskrona (flygplan) och 1914-1918 samt 1920-1934 vid Gustaf de Lavals Ångturbinfabrik på Kungsholmen i Stockholm.
1923 författade han en lärobok om Maskinelement, som gav honom Ingenjörsvetenskapsakademins guldmedalj. Han skrev också flera artiklar i Teknisk Tidskrift.
1934 utnämndes han till professor i maskinlära vid Chalmers tekniska högskola. 1943 utsågs han till prorektor samt blev 1949 professor emeritus. Han invaldes 1936 som ledamot av Ingenjörsvetenskapsakademin.

## Skrifter
- Maskinelement (1923)
- Über Wärmemotoren und Wärmepumpen (1943)
- Sur le frein à sabots extérieurs articulés (1951)